# Imaginary Landscapes
Imaginary Landscapes – pierwszy solowy album Piotra Bańki wydany w 2005 roku. Powstał jako kontynuacja i osobisty „tribute” kompozytora dla Johna Cage’a, który jako pierwszy rozpoczął cykl „Imaginary Landscapes” w 1939 roku – pierwszych elektronicznych kompozycji w historii muzyki.
Dzięki współpracy z NASA na płycie pojawiły się prawdziwe dźwięki Czerwonej Planety zarejestrowane przy użyciu radioteleskopów przez prof. Dona Gurnetta z Iowa University, archiwalne rozmowy kosmonautów z najsłynniejszych misji kosmicznych, a także unikalne fotografie planety wykonane przez orbitery NASA.
Ścieżka dźwiękowa powstała z udziałem znanych polskich muzyków m.in. Krzysztofa Misiaka, Mieczysława Jureckiego, Macieja Gładysza. Partie chóralne wykonał Akademicki Chór UMCS zaś partie solowe zaśpiewała Magdalena Ziaja-Dobrowolska.

## Lista utworów
1. Arcadia Planitia 3:02
2. Elysium 5:12
3. Promethei Terra 5:39
4. Hellas Planitia 2:33
5. Terra Meridiani 1:48
6. Valles Marineris 5:50
7. Noctis Labyrinthus 6:46
8. Olympus Mons 6:11
9. Acheron Fossae 8:02

## Inspiracje i ciekawostki
Natchnieniem do powstania albumu były zdjęcia Czerwonej Planety zrobione przez orbitery Viking i Mars Global Surveyor oraz słynna saga Kim Stanely-Robinsona („Czerwony Mars” 1993; „Zielony Mars” 1994; „Niebieski Mars” 1996). Tytuły utworów to największe krainy geograficzne Marsa.